# Ação direta
Ação direta é uma forma de ativismo, que usa métodos mais imediatos para produzir mudanças desejáveis ou impedir práticas indesejáveis na sociedade, em oposição a meios indiretos, tais como a eleição de representantes políticos, que prometem soluções para uma data posterior, ou o recurso ao sistema jurídico.
Também pode ser um método, uma teoria com vista a pôr um fim de práticas consideradas por estes condenáveis ou criar condições mais favoráveis, utilizando meios imediatos e disponíveis, tais como greves, boicotes, ocupações dos locais de trabalho, braços caídos, ou sabotagem. Estes utilizando ações diretas apontam para:
- Impedir outro agente ou organização de levar a cabo algumas práticas condenáveis.
- Atuar sem se importar com as fontes ou métodos disponíveis. Podendo estes ser próprios ou fazer parte de um grupo, de modo a resolver os problemas.

Este método e teoria é direto, porque visa soluções diretas para os males diagnosticados, em oposição a táticas consideradas indiretas, tais como eleger representantes que podem providenciar soluções a posteriori.
Protestos constantes, Greves, lockin, bloqueio de estradas, sabotagens e boicotes são algumas táticas de ação direta. Ações de desobediência civil também podem ser classificadas dessa maneira. Por exemplo, quando Mahatma Gandhi e outros indianos fizeram sua famosa marcha do sal indo ao mar coletar seu próprio sal em vez de comprá-lo do governo colonial inglês, isto foi uma ação direta.
A ação direta, também se caracteriza por eliminar o "atravessador" num processo de decisão, "você faz e decide tudo o que lhe diz respeito".

## História
A teoria da ação direta desenvolveu-se primeiramente no contexto das lutas laborais. No seu livro publicado em 1920, Ação Direta, William Mellor colocou sem hesitar a ação direta na luta entre os trabalhadores e o patronato com vista ao controlo "da vida económica da sociedade". Mellor definiu a ação direta "como o uso de algumas formas de poder económico para garantir os objetivos dos que possuíam aquele poder". Mellor considerou a ação direta, uma ferramenta de ambos, patrões e trabalhadores. Daí ele incluir na sua definição os "lock-outs" e os cartéis, tal como as greves e a sabotagem.
Nos meados do século XX, a esfera da ação direta expandiu-se sem qualquer dúvida, apesar do termo ter vindo a adquirir um significado mais restrito. Muitas das campanhas com vista a alterações sociais — nomeadamente as que lutam pelo sufrágio universal, melhoria das condições de trabalho, direitos cívicos, despenalização do aborto, e proteção ambiental — empregam pelo menos alguns tipos de ações, violentas ou não-violentas.

## Ação direta não violenta
Os ensinamentos da Satyagraha (ou força da verdade) de Mahatma Gandhi, inspiraram muitos praticantes da ação direta não violenta (ADNV), que muitas vezes a viam como uma ferramenta que os mais fracos podem usar contra os mais poderosos. Em 1963, o líder dos direitos humanos, Martin Luther King Jr. descreveu o objetivo da (ADNV), na sua "Carta da Prisão de Birmingham: "A Ação não violenta, procura criar uma crise e alimentar uma tal tensão que, a comunidade que constantemente se recusava a negociar é forçada a encarar o facto. Procura-se por conseguinte dramatizar os acontecimentos, de molde a que não possam continuar a ser ignorados."
O movimento antinuclear utilizou o ADNV: por exemplo, durante os anos 80 muitos grupos que se opunham à introdução dos mísseis de cruzeiro no Reino Unido, utilizaram técnicas tais como invadirem e ocuparem bases aéreas americanas, bloqueando estradas para impedirem a movimentação de colunas militares, destruindo os trabalhos de construção relacionados com projetos militares e por aí além. Alguns grupos instalaram acampamentos semipermanentes no exterior de bases aéreas tais como Molesworth e Greenham Commom.
Grupos de defesa dos direitos dos animais tais como a Frente de Libertação Animal (FLA), também utilizaram táticas de ADNV, tais como entrarem em laboratórios onde experiências com animais são levadas a efeito e libertarem os mesmos. Contudo consta que, a FLA abandonou nos anos mais recentes o seu empenho na não violência.
Alguns grupos existem pelo uso da Ação direta, como o Greenpeace e alguns movimentos de sem-terra do Brasil.
Vários exemplos de ação direta ocorreram durante a Guerra Civil Espanhola. Vendo que o governo republicano estava imobilizado ante um golpe de estado militar iminente, a população civil se armou e impediu que o golpe tivesse sucesso na maior parte da Espanha. Durante o mesmo período, com parte da burguesia e industrial tendo fugido da zona republicana, várias empresas passaram a ser autogeridas pelos próprios trabalhadores. Dessa forma, a economia pôde funcionar mesmo na ausência dos patrões, graças à iniciativa dos maiores interessados, os próprios trabalhadores.
Todos os exemplos anteriores se referem a situações de conflito, ou resolução de problemas. Entretanto, ações puramente construtivas, ou de comunidade, realizadas por voluntários, como escolas e creches comunitárias, mutirões, a Wikipédia, e o CMI, também podem ser exemplos de ação direta.
Uma ação direta chamou atenção da mídia em Campinas, Brasil, em janeiro de 2000. Um paraplégico, cansado de ter seus pedidos ignorados pela prefeitura, removeu os obstáculos e degraus que impediam a passagem de sua cadeira de rodas a marteladas.
A democracia direta também pode ser considerada como uma forma de ação direta, visto que elimina a representação durante o processo decisório.

## Ação direta e anarquismo
Por principio, a ação direta é essencial para muitas correntes da teoria anarquista, em especial para o anarcossindicalismo e anarcopacifismo.
"Ação Direta" serviu ainda como mentor de pelo menos dois grupos terroristas, a Ação Direta Francesa e o grupo Canadiano mais popularmente conhecido como "Squamish Five."
A Sea Shepherd é um exemplo de ação direta nos dias de hoje sabotando, boicotando e atrapalhando a caça de baleias, e por isso sendo considerada por alguns como organização "Ecoterrorista".

## Ação direta para Slavoj Žižek
O filósofo esloveno Slavoj Žižek, em seu documentário O Guia Pervertido da Ideologia, atravessa o debate da ação direta da última década. propondo uma análise lacaniana do processo, ele argumenta que a ação direta se dá do desencontro do ID de um indivíduo com a realidade que o cerca, propondo que uma forma de organizar-se para praticar a ação direta seria não continuar apenas agindo, mas pensar sobre o que é o ponto central que nos coopta ideologicamente e então introjetar a ação direta.